# Divize B 1972/1973
V soubojích 8. ročníku České divize B 1972/73 se utkalo 14 týmů dvoukolovým systémem podzim - jaro. Tento ročník začal v srpnu 1972 a skončil v červnu 1973.

## Nové týmy v sezoně 1972/73
Z 3. ligy – sk. A 1971/72 nesestoupil do Divize B nikdo. Z krajských přeborů ročníku 1971/72 postoupila vítězná mužstva SK Rakovník ze Středočeského krajského přeboru a TJ Admira Praha 8 ze Pražského přeboru. Také sem byla přeřazena mužstva TJ KŽ Králův Dvůr z Divize A a TJ SK Modřany a ABC Braník z Divize C.

## Výsledná tabulka
Zdroj: 
| Poř. | Tým                        | Z  | V  | R | P  | VG | OG | B  |
| ---- | -------------------------- | -- | -- | - | -- | -- | -- | -- |
| 1.   | TJ Sklo Union Teplice "B"  | 26 | 18 | 3 | 5  | 51 | 23 | 39 |
| 2.   | TJ Chemička Ústí nad Labem | 26 | 17 | 4 | 5  | 44 | 22 | 38 |
| 3.   | TJ SK Modřany              | 26 | 12 | 8 | 6  | 29 | 22 | 32 |
| 4.   | TJ Slavia IPS Praha "B"    | 26 | 12 | 6 | 8  | 39 | 26 | 30 |
| 5.   | SK Rakovník                | 26 | 12 | 6 | 8  | 28 | 22 | 30 |
| 6.   | TJ Spartak Motorlet Praha  | 26 | 10 | 6 | 10 | 30 | 32 | 26 |
| 7.   | TJ Meteor Praha 8          | 26 | 10 | 5 | 11 | 23 | 27 | 25 |
| 8.   | TJ Admira Praha 8          | 26 | 8  | 8 | 10 | 31 | 30 | 24 |
| 9.   | ABC Braník                 | 26 | 7  | 9 | 10 | 37 | 40 | 23 |
| 10.  | TJ KŽ Králův Dvůr          | 26 | 7  | 8 | 11 | 24 | 32 | 22 |
| 11.  | SK Roudnice nad Labem      | 26 | 8  | 5 | 13 | 32 | 41 | 21 |
| 12.  | TJ Lokomotiva Bílina       | 26 | 8  | 5 | 13 | 33 | 46 | 21 |
| 13.  | VTJ Dukla Slaný            | 26 | 8  | 2 | 17 | 22 | 43 | 18 |
| 14.  | TJ CHZ Litvínov            | 26 | 4  | 6 | 16 | 19 | 44 | 14 |

Poznámky:
- Z = Odehrané zápasy; V = Vítězství; R = Remízy; P = Prohry; VG = Vstřelené góly; OG = Obdržené góly; B = Body

|  | Postup do 3. ligy – sk. A 1973/74                |
|  | Sestup do příslušného oblastního přeboru 1973/74 |